# 伯牙
伯牙，中国春秋时期晋国大夫，伯氏，又作伯雅，琴师，善弹七弦琴，因彈奏高山流水与钟子期互為的知音故事而闻名于世，見於《列子·汤问》篇和《吕氏春秋·本味》。《荀子·劝学》中則有「伯牙鼓琴而六馬仰秣」的记载。據《琴操》和《琴史》等書記載，伯牙曾向成連先生學琴，因而創作琴曲水仙操。
明朝冯梦龙在《警世通言》中附会其“姓俞，名瑞，字伯牙”，为晋国上大夫，原籍楚国郢都。后人多有采用此说者，如京剧《伯牙碎琴》（又名《马鞍山》、《知音会》）。